# Wright Aeronautical
Wright Aeronautical (1919–1929) foi uma fabricante aeronáutica americana com sede em Nova Jérsei. Foi a sucessora da Wright-Martin. Fabricava aeronaves e era um fornecedor de motores aeronáuticos para outros fabricantes. Em 1929 fundiu-se com a Curtiss para formar a Curtiss-Wright.

## História
Em 1916, a empresa de aviação original dos Irmãos Wright, a Wright Company, se uniu à fábrica original de Glenn L. Martin, a Glenn L. Martin Company da Califórnia, para formar a Wright-Martin Aircraft Corporation. Em Setembro de 1917, Glenn Martin renunciou e formou a independente Glenn L. Martin Company em Ohio (mais tarde em Maryland). Em 1919, a Wright-Martin foi renomeada Wright Aeronautical.
Em Maio de 1923, a Wright Aeronautical adquiriu a Lawrance Aero Engine Company, pois a Marinha dos Estados Unidos estava preocupada que a Lawrance não pudesse entregar motores suficientes para suas necessidades. Charles Lawrance foi mantido como vice-presidente.
Em 1925, após o presidente da Wright, Frederick B. Rentschler, deixar a companhia para fundar a Pratt & Whitney Aircraft Company, Lawrance o substituiu como presidente. Rentschler levou consigo vários engenheiros talentosos da Wright para sua nova empresa.
A Wright Aeronautical juntou-se com a Curtiss Aeroplane and Motor Company em 5 de Julho de 1929, se tornando a Curtiss-Wright Corporation.

## Produtos

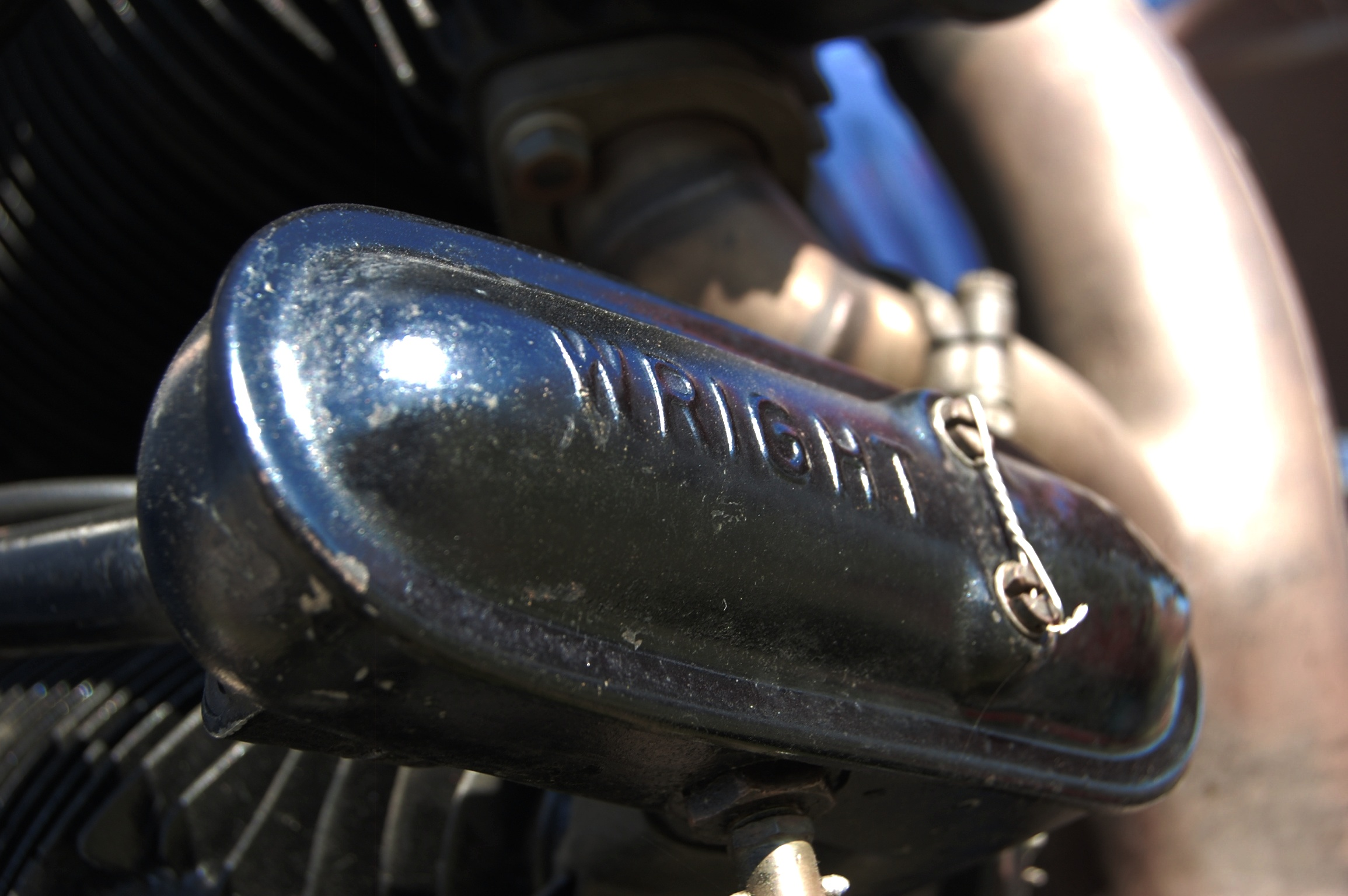
O nome Wright escrito na capa de um de seus motores radiais.

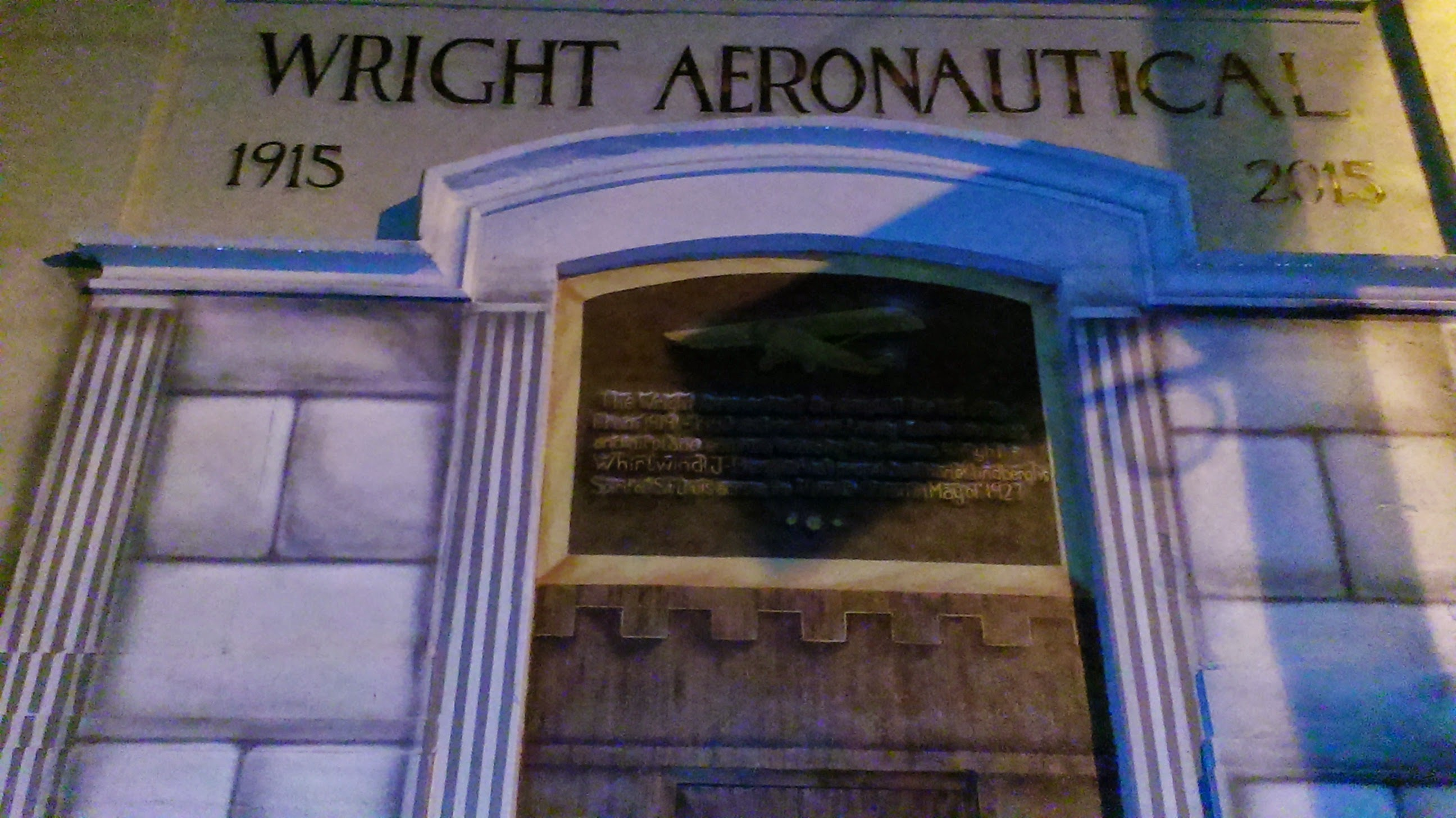
Foto externa do prédio da Wright Aeronautical, em.

### Aeronaves
- Wright FW
- Wright F2W
- Wright XF3W
- Navy-Wright NW-1
- Navy-Wright NW-2
- Wright-Bellanca WB-1
- Wright-Bellanca WB-2 Columbia

### Outros tipos de aeronaves
- Bellanca 77-140
- Dornier Do H

### Motores aeronáuticos
- Wright-Hispano E
- Wright Gypsy
- Wright T-2
- Wright T-3 Tornado (V-1950)
- Wright V-720
- Wright IV-1460
- Wright IV-1560
- Wright Whirlwind
  - Wright J-4 Whirlwind
  - Wright R-790 J-5 Whirlwind
  - Wright R-540 J-6 Whirlwind 5
  - Wright R-760 J-6 Whirlwind 7
  - Wright R-975 J-6 Whirlwind 9
  - Wright R-1510 Whirlwind 14
  - Wright R-1670 Whirlwind 14
- Wright Cyclone
  - Wright R-1300 Cyclone 7
  - Wright R-1820 Cyclone 9
  - Wright R-2600 Cyclone 14 (Twin Cyclone)
  - Wright R-3350 Cyclone 18 (Duplex Cyclone)
  - Wright R-4090 Cyclone 22
- Wright R-1200 Simoon
- Wright R-2160 Tornado
- J59
- J61
- Wright J65
- Wright J67
- Wright TJ37